# Kalle Anka som nybakad flygare
Kalle Anka som nybakad flygare (även Kalle Anka som flygare) (engelska: The Plastics Inventor) är en amerikansk animerad kortfilm med Kalle Anka från 1944.

## Handling
Samtidigt som han lyssnar till ett radioprogram försöker Kalle Anka efter instruktionerna bygga ett flygplan, genom att baka det. När det är klart tar han en provtur med sitt nya plan. Det går bra i början, men inte lika bra när regnet kommer. Planet visar sig inte vara vattentåligt.

## Om filmen
Filmen hade svensk premiär den 17 september 1945 på biografen Spegeln i Stockholm.

## Rollista
- Clarence Nash – Kalle Anka[6]